# Чжан Фенлінь
Чжан Фенлінь (10 березня 1993) — китайський плавець.
Учасник Олімпійських Ігор 2012 року, де на дистанції 200 метрів на спині поділив 4-те місце.